# Andrei Aramnau
Andrei Nikolayevich Aramnau (en biélorusse : Андрэй Мікалаевіч Арамнаў ; en français : Andreï Mikalaïevitch Aramnaw), né le 17 avril 1988 à Baryssaw, en RSS de Biélorussie (Union soviétique), est un haltérophile biélorusse et actuel détenteur du record du monde.

## Biographie
Il a remporté l'argent dans la catégorie des moins de 94 kg au Championnat du monde junior de 2006, avec un total de 393 kg. Lors de l'édition 2007 des Championnats du monde junior, il a remporté l'or dans la catégorie des moins de 105 kg, avec un total de 407 kg. 
Aramnau est devenu champion du monde dans la catégorie des moins de 105 kg des Championnats du monde 2007, avec un total de 423 kg. 
Aux Jeux olympiques de Pékin en 2008 il a remporté la médaille d'or dans la catégorie des moins de 105 kg avec des records du monde.
Il a été nommé athlète de l'année 2008 du Bélarus.

## Note
1. ↑  Transcription anglaise de son nom en russe.